# إنترفيرون
إنترفيرون(بالإنجليزية: Interferon)‏ يعرف أختصاراً بـ IFN أو المتدخل هي مجموعة من البروتينات  تنتجها الخلايا اللمفاوية التائية المنشطة، والخلايا الأكولة الكبيرة، وخلايا الأنسجة المصابة بالفيروسات. تطلقها الخلية المصابة بالفيروس وترتبط على الخلايا السليمة المجاورة وتزيد من تمنعها ضد الاصابة بالفيروس.
تنتمي الإنترفيرون إلى فئة كبيرة من البروتينات المعروفة باسم السيتوكينات، وهي جزيئات تستخدم للتواصل بين الخلايا لتحفيز الدفاعات الوقائية لجهاز المناعة التي تساعد في القضاء على مسببات الأمراض. تمت تسمية الإنترفيرون بسبب قدرتها على «التدخل» في تكاثر الفيروس عن طريق حماية الخلايا من العدوى الفيروسية. تمتلك الإنترفيرون أيضًا العديد من الوظائف الأخرى: يقوم بتنشط الخلايا المناعية، مثل الخلايا القاتلة الطبيعية والبلاعم. وتزيد دفاعات العائل عن طريق زيادة تنظيم عرض المستضد بحكم زيادة التعبير عن مستضدات معقد التوافق النسيجي الرئيسي (MHC). تحدث أعراض معينة للعدوى، مثل الحمى وآلام العضلات و «الأعراض الشبيهة بالإنفلونزا»، بسبب إنتاج الإنترفيرون وغيرها من السيتوكينات.
تم التعرف على أكثر من عشرين جينًا وبروتينًا متميزًا IFN في الحيوانات، بما في ذلك البشر. يتم تقسيمها عادةً بين ثلاث فئات: إنترفيرون النوع 1، إنترفيرون النوع 2، وإنترفيرون النوع 3. الإنترفيرون مهمة لمكافحة العدوى الفيروسية ولتنظيم جهاز المناعة.
هذه الإنترفيرونات لها العديد من التأثيرات الحيوية ومنها:
- تحريض الخلايا على مقاومة الهجوم الفيروسي.
- تنظيم معظم أوجه الوظيفة المناعية.
- تنظيم نمو وتمايز العديد من أنواع الخلايا.
- الحفاظ على الحمل في مراحله الأولى عند بعض الأنواع الحيوانية

لا يبدي أي إنترفيرون جميع هذه التأثيرات. يبدأ تأثير الإنترفيرونات من خلال الارتباط مع مستقبلاتها النوعية على سطح الخلايا الحساسة لها.
يبدي كل من IFN-α و IFN-β تشابها ً ملحوظا ً في الأحماض الأمينية المكونة لهما (30%)، ويرتبطان مع نفس المستقبل، ويحدثان نفس التأثيرات الحيوية، وكلاهما ثابت تجاه الحموض، لذا أحيانا ً يطلق عليهما اسم النوع 1 من الانترفيرونات.
يختلف IFN-γ عن الإنترفيرونات الأخرى، حيث يرتبط مع مستقبل آخر ويحدث تأثيرات حيوية مختلفة، لذا يطلق عليه عادةً النوع 2 من الانترفيرونات. تستخدم الانترفيرونات نتيجة لتأثيراتها الحيوية في علاج العديد من الأمراض منها:
- زيادة الاستجابة المناعية ضد العوامل الإمراضية (فيروسات، جراثيم....).
- معالجة بعض أمراض المناعة الذاتية.
- معالجة بعض أنواع السرطانات.

## أنواع الإنترفيرون
بناءً على نوع المستقبلات التي تشير من خلالها، تم تصنيف الإنترفيرونات البشرية إلى ثلاثة أنواع رئيسية.
- الإنترفيرون النوع الأول: كل أنواع الإنتيرفيرون 1 مرتبطة إلى مستقبلات سطح الخلية محددة معقدة تعرف باسم مستقبلات IFN-α/β (مستقبلات إنترفيرون ألفا/بيتا [الإنجليزية]) التي تتكون من سلاسل IFNAR1 وIFNAR2.[7] النوع الأول من الإنترفيرون الموجود في البشر هو IFN-α وIFN-β و IFN-ε و IFN-κ وIFN-ω.[8] بشكل عام، يتم إنتاج الإنترفيرون من النوع الأول عندما يتعرف الجسم على الفيروس الذي غزاها. يتم إنتاجها بواسطة الخلايا الليفية والخلايا الأحادية. ومع ذلك، فإن إنتاج النوع الأول من IFN-α يُثبط بواسطة سيتوكين آخر يُعرف باسم Interleukin-10. بمجرد إطلاقها، ترتبط الإنترفيرونات من النوع الأول بمستقبلات محددة على الخلايا المستهدفة، مما يؤدي إلى التعبير عن البروتينات التي تمنع الفيروس من إنتاج وتكرار RNA و DNA.[9] بشكل عام، يمكن استخدام IFN-α لعلاج عدوى التهاب الكبد B و C، بينما يمكن استخدام IFN-β لعلاج التصلب المتعدد.[6]
- الإنترفيرون النوع الثاني (IFN-γ في البشر): يُعرف هذا أيضًا باسم مضاد للفيروسات المناعي ويتم تنشيطه بواسطة Interleukin-12.[6] يتم إفراز إنترفيرون النوع 2 أيضُا من خلايا T السامة والنوع 1 من الخلايا التائية المساعدة. ومع ذلك، فإنها تمنع تكاثر الخلايا التائية المساعدة من النوع 2. النتائج السابقة في تثبيط الاستجابة المناعية لـ خلية تي مساعدة وتحريض إضافي للاستجابة المناعية لـ خلية تي مساعدة.[10] يقوم إنترفيرون نوع 2 بربط مستقبل إنترفيرون غاما (IFNGR)، والذي يتألف من سلاسل مستقبل إنترفيرون غاما 1 (IFNGR1) ومستقبل إنترفيرون غاما 2 (IFNGR2).[6]
- الإنترفيرون النوع الثالث [الإنجليزية]: إشارة من خلال مستقبلات معقدة تتكون من IL10R2 [الإنجليزية] (ويسمى أيضًا CRF2-4) و IFNLR1 [الإنجليزية] (ويسمى أيضًا CRF2-12). على الرغم من اكتشافها مؤخرًا من النوع الأول والنوع الثاني من IFNs،[11] المعلومات الحديثة توضح أهمية النوع الثالث IFNs في بعض أنواع العدوى الفيروسية أو الفطرية.[12][13][14]

بشكل عام، تعد الإنترفيرون من النوع الأول والثاني مسئولة عن تنظيم وتفعيل الاستجابة المناعية. يمكن تحفيز التعبير عن النوعين الأول والثالث من الإنترفيرون في جميع أنواع الخلايا تقريبًا عند التعرف على المكونات الفيروسية، وخاصة الأحماض النووية، عن طريق المستقبلات السيتوبلازمية والداخلية، في حين يتم تحفيز النوع الثاني من الإنترفيرون بواسطة السيتوكينات مثل IL-12، ويتم تقييد تعبيره للخلايا المناعية مثل الخلايا التائية والخلايا القاتلة الطبيعية.

## الوظيفة
تشترك جميع الإنترفيرونات في العديد من التأثيرات الشائعة: فهي عوامل مضادة للفيروسات وهي تعدل وظائف الجهاز المناعي. تم إثبات أن إعطاء النوع الأول IFN تجريبيًا يمنع نمو الورم في الحيوانات، ولكن لم يتم توثيق التأثير المفيد في الأورام البشرية على نطاق واسع. تطلق الخلية المصابة بالفيروس جزيئات فيروسية يمكنها إصابة الخلايا المجاورة. ومع ذلك، يمكن للخلية المصابة حماية الخلايا المجاورة ضد العدوى المحتملة للفيروس عن طريق إطلاق الإنترفيرون. استجابةً للإنترفيرون، تنتج الخلايا كميات كبيرة من إنزيم يُعرف باسم بروتين كيناز آر (PKR). يعمل هذا الإنزيم على فسفرة بروتين يعرف باسم eIF2 [الإنجليزية] استجابةً للعدوى الفيروسية الجديدة؛ يشكل eIF-2 الفسفوري مركبًا غير نشط مع بروتين آخر، يسمى eIF2B [الإنجليزية]، لتقليل تخليق البروتين داخل الخلية. إنزيم خلوي آخر، RNAse L [الإنجليزية] - يُستحث أيضًا بفعل مضاد للفيروسات - يدمر الحمض النووي الريبي داخل الخلايا لتقليل تخليق البروتين لكل من الجينات الفيروسية والجينات المضيفة. يضعف تخليق البروتين المانع كلاً من تكاثر الفيروس والخلايا المضيفة المصابة. بالإضافة إلى ذلك، تحفز الإنترفيرون إنتاج مئات البروتينات الأخرى - المعروفة مجتمعة باسم الجينات المحفزة للإنترفيرون (ISGs) - التي لها دور في مكافحة الفيروسات والإجراءات الأخرى التي ينتجها الإنترفيرون. كما أنها تحد من انتشار الفيروس عن طريق زيادة نشاط البروتين p53، الذي يقتل الخلايا المصابة بالفيروس عن طريق تعزيز موت الخلايا المبرمج. يرتبط تأثير IFN على p53 أيضًا بدوره الوقائي ضد بعض أنواع السرطان.
وظيفة أخرى للإنترفيرون هي زيادة تنظيم جزيئات التوافق النسيجي الرئيسية، MHC class I وMHC class II، وزيادة نشاط مناعي. تعزز جميع الإنترفيرونات بشكل كبير عرض المستضدات المعتمدة على MHC I يحفز إنترفيرون غاما أيضًا بشكل كبير عرض المستضدات المعتمد على MHC II. يزيد التعبير العالي لـ MHC I من عرض الببتيدات الفيروسية وغير الطبيعية من الخلايا السرطانية إلى الخلايا التائية السامة للخلايا، بينما يعالج الجسيم المناعي هذه الببتيدات للتحميل على جزيء MHC class I، مما يزيد من التعرف على الخلايا المصابة أو الخبيثة وقتلها. يزيد التعبير العالي لـ MHC II من عرض هذه الببتيدات على الخلايا التائية المساعدة؛ تطلق هذه الخلايا السيتوكينات (مثل المزيد من الإنترفيرون والإنترلوكينات، من بين أمور أخرى) التي ترسل إشارات وتنسيق نشاط الخلايا المناعية الأخرى.
يمكن للإنترفيرونات أيضًا كبت تكون الأوعية عن طريق التنظيم السفلي للمنبهات الوعائية المشتقة من الخلايا السرطانية. كما أنها تمنع تكاثر الخلايا البطانية. يؤدي هذا التثبيط إلى انخفاض في تكوين الأوعية الدموية للورم، وانخفاض في الأوعية الدموية وتثبيط النمو اللاحق. تعمل الإنترفيرون، مثل الإنترفيرون جاما، على تنشيط الخلايا المناعية الأخرى مباشرةً، مثل البلاعم والخلايا القاتلة الطبيعية.

## تحريض الإنترفيرون
يحدث إنتاج الإنترفيرون بشكل أساسي استجابةً للميكروبات، مثل الفيروسات والبكتيريا ومنتجاتها. ارتباط الجزيئات الموجودة بشكل فريد في الميكروبات - البروتينات السكرية الفيروسية، الحمض النووي الريبي الفيروسي، الذيفان الداخلي البكتيري (عديد السكاريد الشحمي)، الأسواط البكتيرية، CpG [الإنجليزية] - من خلال مستقبل التعرف على الأنماط، مثل المستقبلات الشبيهة بالغشاء أو مستقبلات السيتوبلازم RIG-I أو MDA5 [الإنجليزية]، يمكن أن تؤدي إلى الإفراج عن IFNs. يعتبر مستقبل TLR3 [الإنجليزية] مهمًا للحث على الإنترفيرون استجابةً لوجود فيروسات RNA مزدوجة الشريطة؛ يربط هذا المستقبل هو RNA مزدوج الشريطة (dsRNA). بعد ربط dsRNA، ينشط هذا المستقبل عوامل النسخ IRF3 [الإنجليزية] وNF-κB، والتي تعتبر مهمة لبدء تخليق العديد من البروتينات الالتهابية. يمكن لأدوات تقنية تداخل الحمض النووي الريبي مثل siRNA أو الكواشف القائمة على ناقلات إما إسكات أو تحفيز مسارات الإنترفيرون. يتم أيضًا تحفيز إطلاق IFN من الخلايا (على وجه التحديد IFN-في الخلايا الليمفاوية) بواسطة الميثوجينات. يمكن أن تعزز السيتوكينات الأخرى، مثل إنترلوكين 1 وإنترلوكين 2 إنترلوكين 12 وعامل نخر الورم وعامل تحفيز المستعمرات، إنتاج الإنترفيرون.

## الإشارات
من خلال التفاعل مع مستقبلاتها المحددة، تنشط IFNs محول الإشارة ومنشط النسخ (STAT [الإنجليزية])؛ STATs هي عائلة من عوامل النسخ التي تنظم التعبير عن بعض جينات الجهاز المناعي. يتم تنشيط بعض STATs بواسطة كل من النوع الأول والنوع الثاني IFNs. ومع ذلك، يمكن لكل نوع IFN أيضًا تنشيط STATs الفريدة.
يبدأ تنشيط STAT مسار إشارات الخلية الأكثر تحديدًا لجميع IFNs، مسار إشارات جانوس كيناز-STAT الكلاسيكي (JAK-STAT). في هذا المسار، JAKs المنتسبين مع مستقبلات IFN، وبعد الخطوبة مستقبلات مع IFN، الفوسفات كلا STAT1 [الإنجليزية] و STAT2 [الإنجليزية]. نتيجة لذلك، يتشكل عامل الجين المحفز IFN 3 (ISGF3) - الذي يحتوي على STAT1 و STAT2 وعامل نسخ ثالث يسمى IRF9 - وينتقل إلى نواة الخلية. داخل النواة، يرتبط المركب ISGF3 بتسلسلات نوكليوتيد محددة تسمى عناصر الاستجابة المحفزة IFN (ISREs) في محفزات جينات معينة، والمعروفة باسم جينات IFN المحفزة ISGs. يؤدي ربط ISGF3 والمجمعات النسخية الأخرى التي يتم تنشيطها بواسطة IFN للإشارة إلى هذه العناصر التنظيمية المحددة إلى نسخ تلك الجينات. تتوفر مجموعة من ISGs المعروفة على تداخل، وهي قاعدة بيانات منسقة عبر الإنترنت لمجموعات ISG (www.interferome.org)؛ بالإضافة إلى ذلك، تتشكل أجهزة القياس المتجانسة STAT أو غير المتجانسة من مجموعات مختلفة من STAT-1 أو -3 أو -4 أو -5 أو -6 أثناء إشارات IFN؛ تبدأ هذه ثنائيات في النسخ الجيني عن طريق الارتباط بعناصر الموقع المنشط IFN (GAS) في المروجين الجيني. يمكن أن تحفز IFNs من النوع الأول على التعبير عن الجينات باستخدام عناصر ISRE أو GAS، ولكن تحريض الجين بواسطة النوع II IFN يمكن أن يحدث فقط في وجود عنصر GAS.
بالإضافة إلى مسار JAK-STAT، يمكن لـ IFN تنشيط العديد من سلاسل الإشارات الأخرى. على سبيل المثال، كل من النوع الأول والنوع الثاني الإنتيرفيرون تنشيط فرد من أفراد CRK من البروتينات محولة يسمى CRKL [الإنجليزية]، محول النووي ل STAT5 [الإنجليزية] أن ينظم أيضا إشارات من خلال RAPGEF1 [الإنجليزية] / Rap1 [الإنجليزية] المسار. تعمل IFNs من النوع الأول بروتين كيناز P38 المنشط بالميتوجين (MAP kinase) للحث على نسخ الجينات. تنتج التأثيرات المضادة للفيروسات ومضادات التكاثر الخاصة بالنوع الأول من الإنترفينات IFNs عن إشارات كيناز p38 MAP. يتم أيضًا تنظيم مسار إشارات فوسفاتيديلينوسيتول 3-كيناز (PI3K) بواسطة كل من النوع الأول والنوع الثاني. يقوم PI3K بتنشط P70-S6 كيناز 1، وهو إنزيم يزيد من تخليق البروتين وتكاثر الخلايا؛ بروتين الريبوسوم s6، الذي يشارك في تخليق البروتين؛ والفوسفوريلات بروتين مثبط انتقالي يسمى EIF4EBP1 [الإنجليزية] من أجل إلغاء تنشيطه.
يمكن أن تعطل الإنترفيرونات الإشارات بواسطة محفزات أخرى. على سبيل المثال، يحفز Interferon alpha RIG-G، الذي يعطل CSN5 الذي يحتوي على COP9 signalosome (CSN)، وهو مركب متعدد البروتينات محفوظ بدرجة عالية متورط في إزالة البروتين، وإزالة التكوُّن، والفسفرة. أظهر RIG-G القدرة على تثبيط إشارات NF-B و STAT3 في خلايا سرطان الرئة، مما يوضح إمكانات النوع الأول من IFNs.[بحاجة لمصدر]

## مقاومة الفيروسات للإنترفيرون
طورت العديد من الفيروسات آليات لمقاومة نشاط الإنترفيرون. إنهم يتحايلون على استجابة IFN عن طريق منع أحداث الإشارات النهائية التي تحدث بعد ارتباط السيتوكين بمستقبلاته، عن طريق منع المزيد من إنتاج IFN، وعن طريق تثبيط وظائف البروتينات التي يسببها IFN. تشمل الفيروسات التي تمنع إشارات IFN فيروس التهاب الدماغ الياباني (JEV) وفيروس حمى الضنك من النوع 2 (DEN-2) وفيروس SARS-CoV-2 وفيروسات عائلة فيروس الهربس، مثل الفيروس المضخم للخلايا البشري (HCMV) وفيروس الهربس المرتبط بساركوما كابوزي (KSHV) أو HHV8). تشمل البروتينات الفيروسية التي ثبت تأثيرها على إشارات IFN على مستضد نووي لفيروس إبشتاين بار 1 [الإنجليزية] و مستضد نووي لفيروس إبشتاين بار 2 [الإنجليزية] من فيروس إبشتاين-بار، مستضد الورم الكبير لفيروس تورامية، وبروتين E7 لفيروس الورم الحليمي البشري (HPV)، وبروتين B18R من فيروس الوقس. الحد من نشاط الإنترفيرون ألفا قد تمنع إشارات عبر STAT1 [الإنجليزية]، STAT2 [الإنجليزية]، أو IRF9 (كما هو الحال مع عدوى JEV) أو من خلال JAK-STAT المسار (كما هو الحال مع عدوى DEN-2). تقوم العديد من فيروسات الجدري بتشفير متماثلات مستقبلات IFN القابلة للذوبان - مثل بروتين B18R لفيروس اللقاح - الذي يرتبط ويمنع تفاعل IFN مع مستقبلاته الخلوية، مما يعيق الاتصال بين هذا السيتوكين والخلايا المستهدفة. يمكن لبعض الفيروسات ترميز البروتينات التي ترتبط بـ RNA مزدوج الشريطة (dsRNA) لمنع نشاط كينازات البروتين المعتمدة على RNA؛ هذه هي الآلية التي يتبناها فيروس ريوفيروس باستخدام بروتين سيجما 3 (σ3)، ويستخدم فيروس اللقاح باستخدام المنتج الجيني لجين E3L، ص 25. يمكن أيضًا أن تتأثر قدرة الإنترفيرون على تحفيز إنتاج البروتين من الجينات المحفزة للإنترفيرون (ISGs). على سبيل المثال، يمكن أن يتعطل إنتاج بروتين كيناز آر في الخلايا المصابة بفيروس التهاب الدماغ الياباني. تفلت بعض الفيروسات من الأنشطة المضادة للفيروسات للإنترفيرون عن طريق الطفرة الجينية (وبالتالي البروتين). يمتلك فيروس الأنفلونزا H5N1، المعروف أيضًا باسم إنفلونزا الطيور، مقاومة للإنترفيرون والسيتوكينات المضادة للفيروسات الأخرى التي تُعزى إلى تغيير حمض أميني واحد في البروتين غير الإنشائي 1 (NS1)، على الرغم من الآلية الدقيقة لكيفية منح هذا المناعة مناعة. غير واضح.

## العلاج بالإنترفيرون

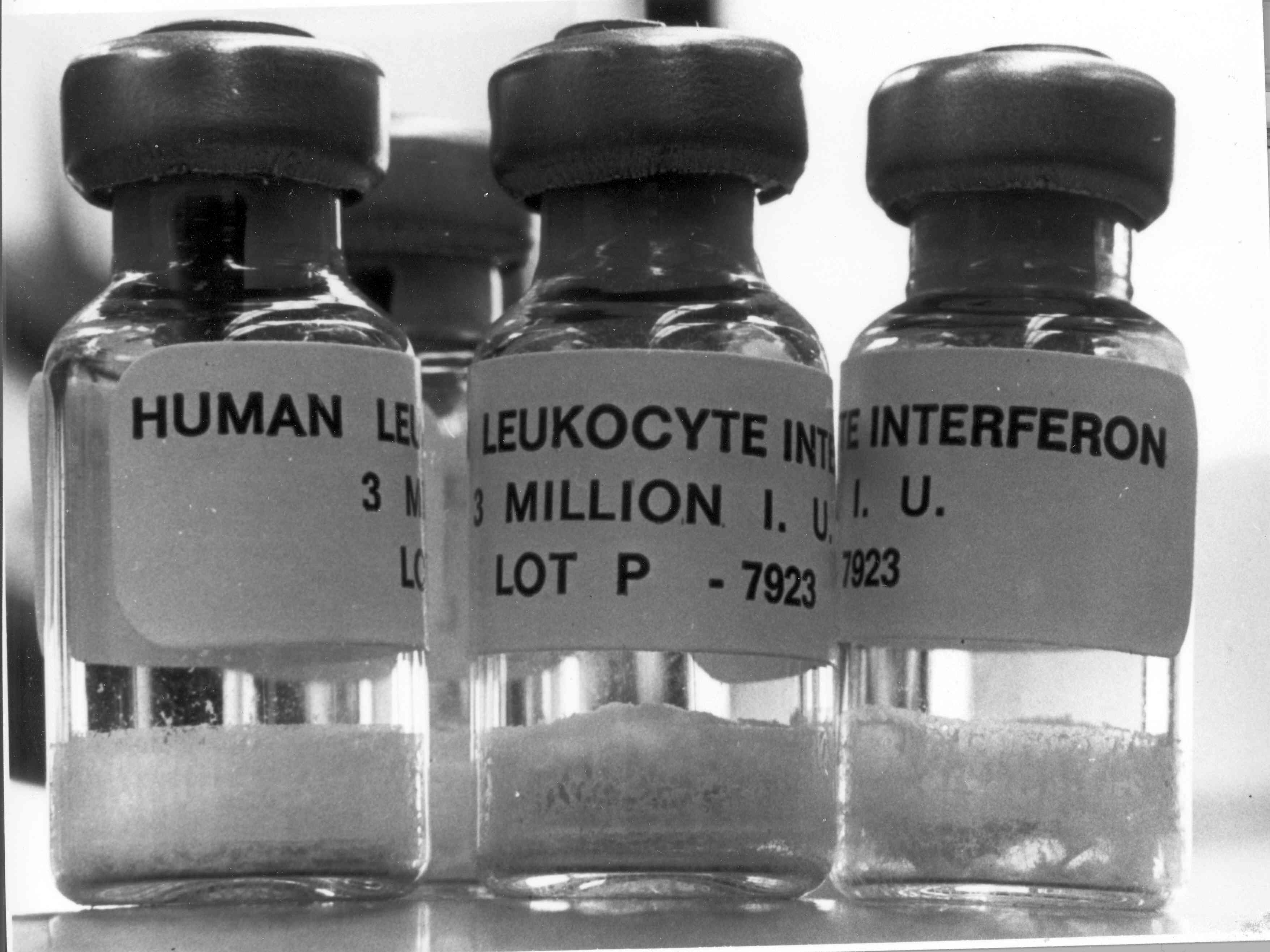
ثلاث قوارير مليئة بكريات الدم البيضاء البشرية

### الأمراض
يستخدم إنترفيرون بيتا 1 أ وإنترفيرون بيتا 1 ب لعلاج مرض التصلب المتعدد، وهو اضطراب مناعي ذاتي. قد يساعد هذا العلاج في الحد من الهجمات في التصلب المتعدد الانتكاسي المتكرر  وإبطاء تقدم المرض والنشاط في التصلب المتعدد التدريجي الثانوي.
يستخدم العلاج بالإنترفيرون (بالاشتراك مع العلاج الكيميائي والإشعاعي) كعلاج لبعض أنواع السرطان. يمكن استخدام هذا العلاج في الأورام الخبيثة الدموية، مثل سرطان الدم والأورام اللمفاوية بما في ذلك سرطان الدم مشعر الخلايا، وسرطان الدم النخاعي المزمن، وسرطان الغدد الليمفاوية العقدي، وسرطان الغدد الليمفاوية الجلدي. يتلقى المرضى الذين يعانون من الأورام الميلانينية المتكررة IFN-α2b المؤتلف. يتم علاج كل من التهاب الكبد B والتهاب الكبد C باستخدام IFN-α، وغالبًا ما يتم دمجه مع أدوية أخرى مضادة للفيروسات. بعض من عولجوا بالإنترفيرون لديهم استجابة فيروسية مستدامة ويمكنهم القضاء على فيروس التهاب الكبد. يمكن أن فيروس يعامل الأكثر ضررا سلالة التهاب الكبد C الوراثي I مع نسبة نجاح 60-80% مع العلاج مستوى من الرعاية الحالية من الانترفيرون α، ريبافيرين وافق مؤخرا مثبطات الأنزيم البروتيني مثل تيلابريفير مايو 2011، بوسبريفير مايو 2011 أو مثبط البوليميراز التناظري للنيوكليوتيد سوفوسبوفير (سوفالدي) ديسمبر 2013. تظهر خزعات المرضى الذين خضعوا للعلاج انخفاضًا في تلف الكبد وتليف الكبد. تشير بعض الأدلة إلى أن إعطاء مضاد للفيروسات فور العدوى يمكن أن يمنع التهاب الكبد C المزمن، على الرغم من صعوبة التشخيص المبكر للعدوى لأن الأعراض الجسدية قليلة في عدوى التهاب الكبد C المبكرة. يرتبط التحكم في التهاب الكبد المزمن C بواسطة IFN بانخفاض سرطان الخلايا الكبدية.
أشارت نتائج غير مؤكدة إلى أن قطرات إنترفيرون للعين قد تكون علاجًا فعالًا للأشخاص الذين يعانون من التهاب القرنية الظهاري بفيروس الهربس البسيط، وهو نوع من عدوى العين. لا يوجد دليل واضح يشير إلى أن إزالة الأنسجة المصابة (التنضير) متبوعة بقطرات الإنترفيرون هي طريقة علاجية فعالة لهذه الأنواع من التهابات العين. أشارت النتائج غير المؤكدة إلى أن الجمع بين الإنترفيرون والعامل المضاد للفيروسات قد يسرع عملية الشفاء مقارنة بالعلاج المضاد للفيروسات وحده.
عندما تستخدم في العلاج الجهازي، تدار IFNs في الغالب عن طريق الحقن العضلي. إن حقن IFNs في العضلات أو تحت الجلد جيد التحمل بشكل عام. الآثار الجانبية الأكثر شيوعًا هي أعراض تشبه أعراض الأنفلونزا: ارتفاع درجة حرارة الجسم، والشعور بالمرض، والتعب، والصداع، وآلام العضلات، والتشنج، والدوخة، وتخفيف الشعر، والاكتئاب. وكثيرا ما يلاحظ أيضا الحمامي والألم والصلابة في موقع الحقن. يسبب العلاج IFN كبت المناعة، لا سيما من خلال قلة العدلات ويمكن أن يؤدي إلى ظهور بعض الالتهابات بطرق غير عادية.

### تركيبات الأدوية
| اسم عام                                                 | اسم تجاري                       |
| ------------------------------------------------------- | ------------------------------- |
| انترفيرون الفا                                          | مالتيفيرون                      |
| انترفيرون ألفا 2 أ                                      | روفيرون أ                       |
| مضاد للفيروسات ألفا 2 ب                                 | إنترون أ / ريليفيرون / يونيفرون |
| الكريات البيض البشرية Interferon-alpha (HuIFN-alpha-Le) | مالتيفيرون                      |
| إنترفيرون بيتا 1 أ، شكل سائل                            | ريبيف                           |
| مضاد للفيروسات بيتا 1 أ، مجفف بالتجميد                  | أفونيكس                         |
| إنترفيرون بيتا 1 أ، منتج حيوي (إيران)                   | سينوفيكس                        |
| مضاد للفيروسات بيتا 1 ب                                 | بيتاسيرون / بيتافيرون           |
| انترفيرون جاما 1 ب                                      | أكتمون                          |
| مركب مضاد للفيروسات ألفا 2 أ                            | بيغاسيس                         |
| PEGylated interferon alpha 2a (مصر)                     | Reiferon ريتارد                 |
| مركب مضاد للفيروسات ألفا 2 ب                            | بيجينترون                       |
| بيغنتيرفيرون – ألفا – 2ب [الإنجليزية] (أوروبا)          | بصريمي                          |
| بيغنتيرفيرون – ألفا – 2ب زائد ريبافيرين (كندا)          | بيجرون                          |

تمت الموافقة على عدة أنواع مختلفة من الإنترفيرون للاستخدام في البشر. تمت الموافقة على واحدة للاستخدام الطبي لأول مرة في عام 1986. على سبيل المثال، في يناير 2001، وافقت إدارة الغذاء والدواء (FDA) على استخدام بلمرة غليكول البولي إيثيلين في الولايات المتحدة الأمريكية؛ في هذه الصيغة، بيغنتيرفيرون – ألفا – 2ب (Pegintron)، يرتبط البولي إيثيلين جلايكول بجزيء الإنترفيرون لجعل الإنترفيرون يدوم لفترة أطول في الجسم. تمت الموافقة على بيغنتيرفيرون – ألفا – 2أ (Pegasys) في أكتوبر 2002. يتم حقن هذه الأدوية المبللة مرة واحدة أسبوعياً، بدلاً من تناولها مرتين أو ثلاث مرات في الأسبوع، كما هو ضروري للإنترفيرون ألفا التقليدي. عند استخدامه مع عقار ريبافيرين المضاد للفيروسات، يكون مضاد للفيروسات PEGylated فعالًا في علاج التهاب الكبد C؛ يستفيد ما لا يقل عن 75% من المصابين بالأنماط الجينية من التهاب الكبد C 2 أو 3 من علاج مضاد للفيروسات، على الرغم من أن هذا فعال في أقل من 50% من الأشخاص المصابين بالنمط الجيني 1 (الشكل الأكثر شيوعًا لفيروس التهاب الكبد C في كل من الولايات المتحدة وأوروبا الغربية). قد تشمل الأنظمة المحتوية على الإنترفيرون أيضًا مثبطات الأنزيم البروتيني مثل بوسبريفير وتيلابريفير.
هناك أيضًا عقاقير محفزة للإنترفيرون، مثل التيلورون التي ثبت أنها فعالة ضد فيروس الإيبولا.

## التاريخ

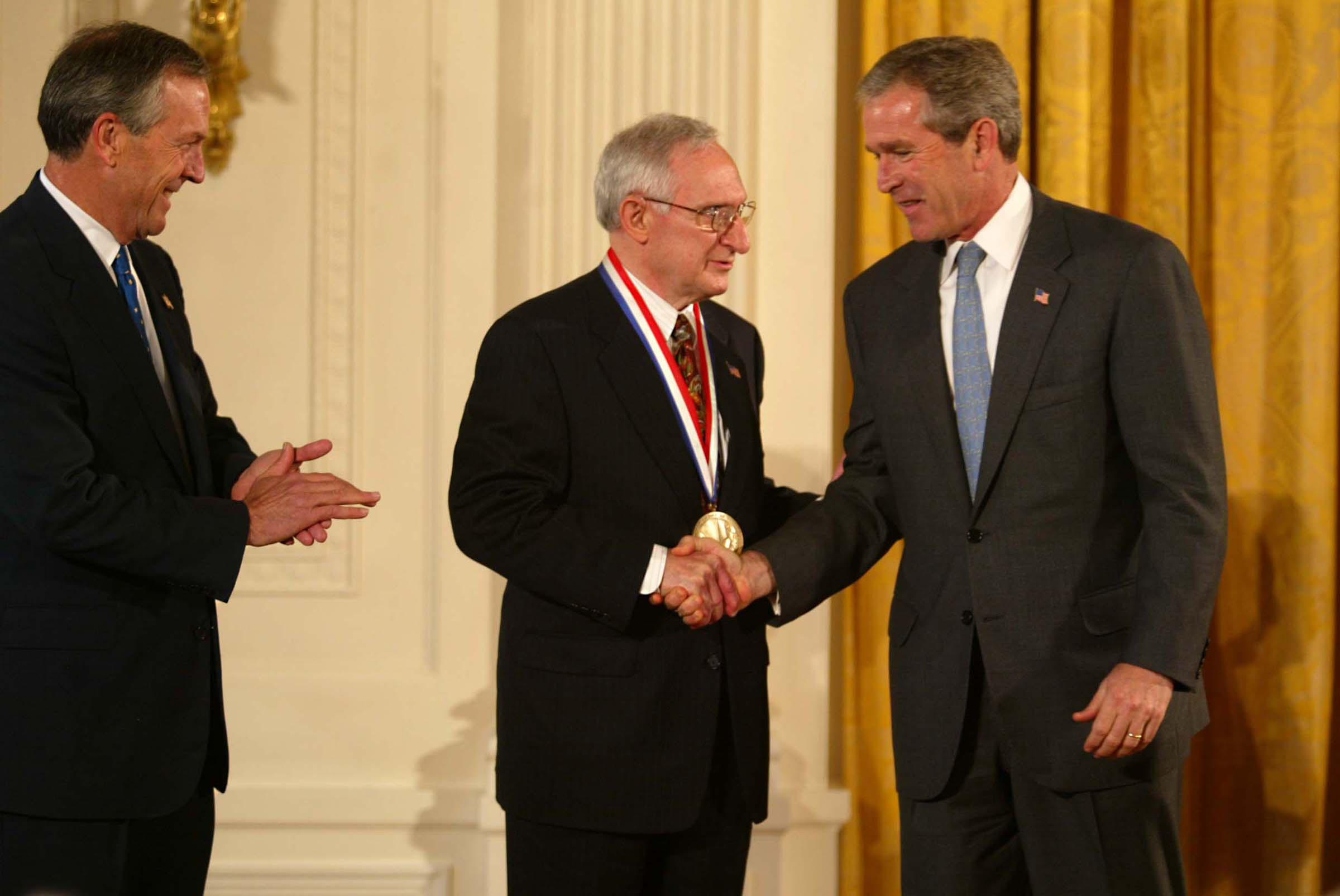
سيدني بيستكا من جامعة روتجرز، تظهر هنا وهي تتلقى الميدالية الوطنية للتكنولوجيا.

تم وصف الإنترفيرون لأول مرة في عام 1957 من قبل أليك إيزاك [الإنجليزية] جين ليندنمان [الإنجليزية] في المعهد الوطني للبحوث الطبية [الإنجليزية] في لندن. كان الاكتشاف نتيجة لدراساتهم التداخل الفيروسي [الإنجليزية]. يشير التداخل الفيروسي إلى تثبيط نمو الفيروس الناجم عن التعرض السابق للخلايا لفيروس نشط أو معطل بالحرارة. كان إسحاق وليندينمان يعملان بنظام يتضمن تثبيط نمو فيروس الأنفلونزا الحية في أغشية الأجنة المشيمية لجنين الدجاج بواسطة فيروس الأنفلونزا المعطل بالحرارة. كشفت تجاربهم أن هذا التداخل تم بوساطة بروتين أطلقته خلايا في الأغشية المعالجة بفيروس الإنفلونزا المعطل بالحرارة. نشروا نتائجهم في عام 1957 مع تسمية العامل المضاد للفيروسات الذي اكتشفوه الإنترفيرون. تم تأكيد وتأييد نتائج إسحاق وليندينمان على نطاق واسع في الأدبيات.
علاوة على ذلك، قد يكون آخرون قد أبدوا ملاحظات على الإنترفيرون قبل نشر عام 1957 لإيزاك وليندينمان. على سبيل المثال، أثناء البحث لإنتاج لقاح أكثر كفاءة للجدري، لاحظ ياسو-إيتشي ناجانو وياسوهيكو كوجيما - اثنان من علماء الفيروسات اليابانيين العاملين في معهد الأمراض المعدية بجامعة طوكيو - تثبيط نمو الفيروس في منطقة من جلد الأرانب أو خصية سبق تلقيحها بفيروس معطل للأشعة فوق البنفسجية. افترضوا أن بعض «العامل المثبط الفيروسي» كان موجودًا في الأنسجة المصابة بالفيروس وحاولوا عزل هذا العامل وتوصيفه من متجانسات الأنسجة. بشكل مستقل، لاحظ مونتو هو، في مختبر جون إندرز، في عام 1957 أن فيروس شلل الأطفال الموهن يمنح تأثيرًا مضادًا للفيروسات النوعية في مزارع الخلايا التي يحيط بالجنين البشرية. وصفوا هذه الملاحظات في منشور عام 1959، مع تسمية العامل المسؤول عن العامل المثبط الفيروسي (VIF). استغرق الأمر من خمسة عشر إلى عشرين عامًا أخرى، باستخدام علم وراثة الخلايا الجسدية، لإظهار أن جين عمل الإنترفيرون وجين الإنترفيرون موجودان في كروموسومات بشرية مختلفة. لم تحدث تنقية بيتا إنترفيرون البشري حتى عام 1977. قام YH Tan وزملاؤه بتنقية وإنتاج إنترفيرون بيتا البشري النشط بيولوجيًا والمسمى إشعاعيًا عن طريق تحفيز جين الإنترفيرون في الخلايا الليفية، وأظهروا أن موقعه النشط يحتوي على بقايا التيروزين. عزل مختبر تان كميات كافية من مضاد للفيروسات بيتا البشري لإجراء أول حمض أميني وتكوين السكر وتحليلات N-terminal. أظهروا أن بيتا إنترفيرون البشري كان بروتين سكري كاره للماء بشكل غير عادي. وهذا يفسر الخسارة الكبيرة في نشاط الإنترفيرون عندما يتم نقل المستحضرات من أنبوب الاختبار إلى أنبوب الاختبار أو من وعاء إلى وعاء أثناء التنقية. أظهرت التحليلات حقيقة نشاط مضاد للفيروسات عن طريق التحقق الكيميائي. لم يتم الإبلاغ عن تنقية ألفا إنترفيرون البشرية حتى عام 1978. تصف سلسلة المنشورات الصادرة عن مختبرات سيدني بيستكا وآلان والدمان بين عامي 1978 و 1981، تنقية النوع الأول من الإنترفيرون IFN-α و IFN-. بحلول أوائل الثمانينيات، تم استنساخ جينات هذه الإنترفيرون، مما أضاف دليلًا قاطعًا آخر على أن الإنترفيرون كانت مسؤولة عن التدخل في تكاثر الفيروس. أكد استنساخ الجينات أيضًا أن IFN-α تم ترميزه بواسطة عائلة من العديد من الجينات ذات الصلة. تم عزل جين النوع II IFN (IFN-γ) أيضًا في هذا الوقت تقريبًا.
كان الإنترفيرون نادرًا ومكلفًا حتى عام 1980، عندما تم إدخال جين الإنترفيرون في البكتيريا باستخدام تقنية الحمض النووي المؤتلف، مما سمح بالزراعة الجماعية والتنقية من الثقافات البكتيرية أو المشتقة من الخمائر. يمكن أيضًا إنتاج الإنترفيرون بواسطة خلايا الثدييات المؤتلفة. قبل أوائل السبعينيات، كان كاري كانتيل هو الرائد في إنتاج الإنترفيرون البشري على نطاق واسع. أنتج كميات كبيرة من إنترفيرون ألفا البشري من كميات كبيرة من خلايا الدم البيضاء البشرية التي جمعها بنك الدم الفنلندي. تم إنتاج كميات كبيرة من مضاد للفيروسات بيتا البشري عن طريق تحفيز جين بيتا إنترفيرون في خلايا الخلايا الليفية البشرية.
كانت طرق كانتل وتان في صنع كميات كبيرة من الإنترفيرون الطبيعي ضرورية للتوصيف الكيميائي، والتجارب السريرية وإعداد كميات صغيرة من الإنترفيرون رسول RNA لاستنساخ جينات ألفا وبيتا إنترفيرون البشرية. تم تحضير الحمض النووي الريبي المرسال للإنترفيرون بيتا البشري الفائق بواسطة مختبر تان لشركة قيتس [الإنجليزية]. لاستنساخ جين إنترفيرون بيتا البشري في البكتيريا وتم تطوير الإنترفيرون المؤتلف باسم "betaseron" وتم اعتماده لعلاج مرض التصلب العصبي المتعدد. كما استخدم العلماء الإسرائيليون الحث الفائق لجين بيتا إنترفيرون البشري لتصنيع بيتا إنترفيرون البشري.

## الإنترفيرون البشري
- IFNA10
- IFNA13
- IFNA14
- IFNA16
- IFNA17
- IFNA21
- IFNB1
- IFNW
- IFNE1
- IFNK